# Kankrej
Kankrej fou el nom d'un conjunt de petits estats tributaris protegits (un total de vint-i-sis) a l'agència de Palanpur, província del Gujarat, presidència de Bombai, amb una superfície total de 2.098 km² el 1881 reconsiderada a 1347 km² el 1901. El nom Kankrej era el de la comarca, però de vegades s'identificaven amb el nom del principal estat (Thara o Tara).
Limitaven en conjunt, al nord amb Palanpur, a l'est amb territori de Baroda; al sud amb Radhanpur i a l'oest amb els estats de Terwara i Diodar (de l'agència de Palanpur). La població el 1872 era de 37.771 habitants, el 1881 de 45.164, i el 1901 de 38.829 habitants (quasi la mateixa que deu anys abans). Tenien uns ingressos conjunts de 4.347 lliures i pagaven un tribut a Baroda de 513 lliures. El país era pla i obert, amb molts boscos, estant regat pel riu Banas; el clima era sec i calorós.
Quan el 1919-1920 es va formar l'agència de Mahi Kantha aquests estats hi foren inclosos, però el 1844, a causa d'estar molt propers a Palanpur, foren traslladats a aquesta agència. El principal dels estats era Thara o Tharad (també Tara), seguit d'Un, Wara i Kamboi. La majoria estan regits per rajputs que es van barrejar amb dones kolis. El sobirans de Thara són vaghela kolis per casta però considerats generalment de l'ètnia rajput. La ciutat principal era Thara, i a uns 8 km al nord hi ha l'antiga capital Kakar amb alguns temples en ruïnes.